# Roscoe Holcomb
Roscoe Holcomb (Daisy, Kentucky, 5 de setembre de 1912 - 1 de febrer de 1981) fou un músic estatunidenc de música popular de les Apalatxes. Tocava el banjo, la guitarra, i l'harmònica, però és recordat sobretot per la seva forma de cantar. Va inspirar nombrosos músics, com ara Eric Clapton, Ralph Stanley o Bob Dylan. Va ser Dylan qui va dir que el cantar de Holcomb transmetia "una sensació de control indomada" ("an untamed sense of control"), i el musicòleg John Cohen parlava del "so agut i ple de soledat" ("high lonesome sound") que caracteritzava la música de Holcomb.
Holcomb era originari de Daisy (Kentucky) i durant la major part de la seva vida va treballar a les mines de carbó o com a pagès. L'any 1958, quan Holcomb tenia 46 anys, el musicòleg John Cohen el va "descobrir" i el va gravar, just a temps per l'auge en popularitat de la música folk dels anys 60. Cohen el va portar a fer concerts arreu dels Estats Units; va fer el seu últim concert en directe l'any 1978. Seriosament afectat per emfisema pulmonar i asma com a resultat dels seus anys com a miner, Holcomb va morir l'any 1981 als 68 anys.

## Discografia
La seva discografia inclou:
- Mountain Music of Kentucky, Folkways Records and Service Corp., 1960 (reimprés per Smithsonian Folkways l'any 1996, amb altres artistes)
- The Music of Roscoe Holcomb and Wade Ward, Folkways Records and Service Corp., 1962
- Friends of Old Time Music, Folkways Records, 1964
- The High Lonesome Sound, Folkways Records and Service Corp., 1965, (reimprés per Smithsonian Folkways l'any 1998)
- Close to Home, Folkways Records and Service Corp., 1975
- There is No Eye: Music for Photographs, Smithsonian Folkways, 2001
- Classic Mountain Songs from Smithsonian Folkways, Smithsonian Folkways, 2002
- Classic Old-Time Music from Smithsonian Folkways, Smithsonian Folkways, 2003
- Classic Blues from Smithsonian Folkways, Vol. 2, Smithsonian Folkways, 2003
- An Untamed Sense of Control, Smithsonian Folkways, 2003
- Back Roads to Cold Mountain, Smithsonian Folkways, 2004